# Warped Tour 2017
Die Warped Tour 2017 ist die 23. Austragung der Festivaltournee, welche durch die Vereinigten Staaten führt. Sie umfasst 41 Konzerte, die zwischen dem 16. Juni und dem 6. August 2017 stattfinden.

## Ankündigung und Tourverlauf
Am 13. Dezember 2016 wurden die teilnehmenden Städte und die Rahmentermine offiziell publik gemacht. Drei Tage nach der Bekanntgabe der Tourdaten wurde ein weiterer Stop auf der Festivalroute am 1. August 2017 in Las Cruces, New Mexico hinzugefügt. Bereits vor der Austragung der Warped Tour wurden The Ghost Inside, welche im November 2015 in einem verheerenden Verkehrsunfall verwickelt waren, als erste Gruppe für die Festivaltournee angekündigt.
Jonathan Vigil, Sänger der Band, sagte Mitte Februar 2017 eine Teilnahme von The Ghost Inside an der Warped Tour ab, da man noch nicht bereit sei Konzerte zu absolvieren. Wenige Tage später wurden Gerüchte über diverse potentielle Teilnehmer an der Warped Tour gestreut, die später teilweise bestätigt wurden. Vier Tage vor Bekanntgabe der teilnehmenden Musiker wurde die Teilnehmerliste der Warped Tour 2017 geleakt. In einer Meldung auf Rockfeed.net heißt es, dass dies seit 2011 jährlich der Fall ist, die Teilnehmer vor der eigentlichen Bekanntgabe publik zu machen.

## Änderungen
Am 23. März 2017, dem Tag an dem die Teilnehmer der Warped Tour bekanntgegeben wurden, gab der Veranstalter bekannt im Jahr 2017 keine freien Eintrittskarten an Eltern minderjähriger Festivalbesucher anzubieten. Das Programm wurde erstmals im Jahr 2015 eingeführt und 2016 fortgesetzt. Der Veranstalter begründete diesen Schritt unter anderem damit, dass das Festival zu ihren Wurzeln zurückkehre und auch namhafte Künstler gewinnen konnte. Aufgrund der Empörung seitens der langjährigen Festivalbesucher wurde fünf Tage später angekündigt, auch 2017 freie Eintrittskarten an ein Elternteil zu vergeben. Allerdings gelte dies nur bei Besuchern unter 16 Jahren.
Es wurden außerdem Pläne bekannt, die Festivaltournee international expandieren zu lassen. Demnach wurden mit Mexiko-Stadt und Japan zwei Standorte genannt. Insgesamt soll die Warped Tour in fünfzehn Staaten auf der gesamten Welt ausgetragen werden. In Japan soll das Musikfestival Punkspring in Warpedspring umbenannt werden. Inzwischen wurde das Event in Mexiko für den 27. Mai 2017 bestätigt.
Auch wurde im März eine Kreuzfahrt unter dem Motto Warped Rewind at Sea für bis zu 2,300 Passagiere angekündigt. Diese soll in New Orleans starten und nach Cozumel in Mexiko führen.

## Tourdaten
| Nordamerika     |                     |                    |                                         |
| 16. Juni 2017   | Toluca de Lerdo, MX | Mexiko             | Foro Pegaso                             |
| 16. Juni 2017   | Seattle, WA         | Vereinigte Staaten | CenturyLink Field North Lot             |
| 17. Juni 2017   | Portland, OR        | Vereinigte Staaten | Oregon State Fairgrounds                |
| 21. Juni 2017   | Albuquerque, NM     | Vereinigte Staaten | Balloon Fiesta Park                     |
| 22. Juni 2017   | Phoenix, AZ         | Vereinigte Staaten | Fear Farm Festival Grounds              |
| 23. Juni 2017   | Las Vegas, NV       | Vereinigte Staaten | Hard Rock Hotel                         |
| 24. Juni 2017   | Salt Lake City, UT  | Vereinigte Staaten | Utah State Fairpark                     |
| 25. Juni 2017   | Denver, CO          | Vereinigte Staaten | Pepsi Center                            |
| 27. Juni 2017   | Nashville, TN       | Vereinigte Staaten | The Fairgrounds Nashville               |
| 28. Juni 2017   | New Orleans, LA     | Vereinigte Staaten | Zephyr Field                            |
| 29. Juni 2017   | Atlanta, GA         | Vereinigte Staaten | Lakewood Amphitheatre                   |
| 30. Juni 2017   | Orlando, FL         | Vereinigte Staaten | Tinker Field                            |
| 01. Juli 2017   | St. Petersburg, FL  | Vereinigte Staaten | Vinoy Park                              |
| 02. Juli 2017   | West Palm Beach, FL | Vereinigte Staaten | Perfect Vodka Amphitheatre              |
| 04. Juli 2017   | Wilmington, NC      | Vereinigte Staaten | Legion Stadium                          |
| 06. Juli 2017   | Charlotte, NC       | Vereinigte Staaten | PNC Music Pavilion                      |
| 07. Juli 2017   | Philadelphia, PA    | Vereinigte Staaten | BB&T% Pavilion                          |
| 08. Juli 2017   | Long Island, NY     | Vereinigte Staaten | Northwell Health at Jones Beach Theater |
| 09. Juli 2017   | Hartford, CT        | Vereinigte Staaten | XFinity Theatre                         |
| 10. Juli 2017   | Scranton, PA        | Vereinigte Staaten | The Pavilion at Montage Mountain        |
| 11. Juli 2017   | Virginia Beach, VA  | Vereinigte Staaten | Veterans United Home Loans Amphitheater |
| 12. Juli 2017   | Boston, MA          | Vereinigte Staaten | XFinity Center                          |
| 13. Juli 2017   | Buffalo, NY         | Vereinigte Staaten | Darien Lake Performing Arts Center      |
| 14. Juli 2017   | Pittsburgh, PA      | Vereinigte Staaten | Keybank Pavilion                        |
| 15. Juli 2017   | Holmdel, NJ         | Vereinigte Staaten | PNC Bank Arts Center                    |
| 16. Juli 2017   | Washington, D.C.    | Vereinigte Staaten | Merriweather Post Pavilion              |
| 18. Juli 2017   | Cleveland, OH       | Vereinigte Staaten | Blossom Music Center                    |
| 19. Juli 2017   | Cincinnati, OH      | Vereinigte Staaten | Riverbend Music Center                  |
| 20. Juli 2017   | Indianapolis, IN    | Vereinigte Staaten | Klipsch Music Center                    |
| 21. Juli 2017   | Detroit, MI         | Vereinigte Staaten | The Palace of Auburn Hills              |
| 22. Juli 2017   | Chicago, IL         | Vereinigte Staaten | Hollywood Casino Amphitheater           |
| 23. Juli 2017   | Minneapolis, MN     | Vereinigte Staaten | Canterbury Park                         |
| 24. Juli 2017   | Milwaukee, WI       | Vereinigte Staaten | Henry Mayer Festival Park               |
| 26. Juli 2017   | St. Louis, MO       | Vereinigte Staaten | Hollywood Casino Amphitheater           |
| 2. Juli 2017    | Bonner Springs, KS  | Vereinigte Staaten | Providence Medical Center Amphitheater  |
| 28. Juli 2017   | Dallas, TX          | Vereinigte Staaten | Starplex Pavilion                       |
| 29. Juli 2017   | San Antonio, TX     | Vereinigte Staaten | AT&T Center                             |
| 30. Juli 2017   | Houston, TX         | Vereinigte Staaten | NRG Park                                |
| 01. August 2017 | Las Cruces, NM      | Vereinigte Staaten | New Mexico State University             |
| 04. August 2017 | San Francisco, CA   | Vereinigte Staaten | Shoreline Amphitheatre                  |
| 05. August 2017 | San Diego, CA       | Vereinigte Staaten | Qualcomm Stadium at Jack Murphy Field   |
| 06. August 2017 | Los Angeles, CA     | Vereinigte Staaten | Fairplex Pomona                         |

## Teilnehmer

### Warped Tour
| Journeys Right Foot Stage - American Authors (16.06.–19.07., 21.07-–6.08.) - Andy Black - Beartooth (28.06-–6.08.) - Dance Gavin Dance - Goldfinger (16-–17.06., 4-–6.08.) - Hands Like Houses - Memphis May Fire - Neck Deep - Our Last Night - Save Ferris (22.06-–1.08., 5.08.) - Streetlight Manifesto (24.06.) | Hard Rock Stage - The Adolescents - The Alarm (7-–16.07., 4-–6.08.) - Anti-Flag (27.06-–24.07.) - The Ataris (16.06-–1.08.) - Bad Cop/Bad Cop - The Dickies (16-–22.06., 24-–25.06.) - Doll Skin (16-–25.06.) - Fire from the Gods - Municipal Waste (16.06-–2.07., 7.07-–6.08.) - Sick of It All (21.06-–6.08.) - Strung Out (16.06-–11.07., 4-–6.08.) - Suicide Machines (18-–21.07.) - T.S.O.L. (22.07-–6.08.) - Valient Thorr | Skullcandy Stage - Alestorm (21.06-–6.08.) - Bad Seed Rising (16.06-–4.07.) - Barb Wire Dolls - Big D and the Kids Table (6-–16.07.) - Microwave - Riverboat Gamblers (29-–30.07.) - Sonic Boom Six - Stacked Like Pancakes (18.07-–6.08.) - Street Dogs (6-–16.07.) - Twilight Creeps (4-–6.08.) - War on Women - The White Noise - William Control |

| Full Sail Stage - Bad Omens (4-–24.07.) - Boston Manor - Carousel Kings (15.06-–5.07.) - Courage My Love - Creeper - The Dukes - Eternal Boy - The Fantastic Plastics (16.06-–2.07.) - Feeki - Farewell Winters - The Gospel Youth - Knocked Loose - Movements - Naked Walrus (23-–24.06.) - One Last Shot (7-–10.07.) - Playboy Manbaby (22.06-–6.08.) - Sarah and The Safe Word - Separations (6-–24.07.) - Shattered Sun (26.07-–6.08.) - tiLLie (26.07-–6.08.) - Trophy Eyes | Mutant North - The Acacia Strain - Being as an Ocean - Candiria (21.06-–6.08.) - Counterparts - Fit for a King - Hatebreed (21.06-–6.08.) - Silent Planet - Stick to Your Guns (16.06-–2.07., 6.07-–6.08) - Sylar | Mutant South - After the Burial - Blessthefall - Carnifex - Emmure - Gwar - Hundredth - Silverstein - Sworn In - Too Close to Touch |

| Journeys Left Foot Stage - Attila (16.06.–2.07., 6.07-–6.08.) - Bowling for Soup (27.06-–2.07., 26-–30.07.) - CKY - Futuristic (16.06-–23.06., 25.07-–6.08.) - Hawthorne Heights - I Prevail - Jule Vera - New Years Day - Sammy Adams (16.06-–28.07., 1.08-–6.08.) - Watsky (17.06-–14.07., 16.07-–18.07., 20-–21.07., 23.07-–6.08.) - Never Shout Never (27.06-–7.07.) | abgesagte Teilnahme - The Ghost Inside |

### Warped Tour International
| Toluca, Mexiko - Good Charlotte - Hatebreed - Never Shout Never - Here Comes the Kraken - Echosmith - División Minúscula - Suicide Silence - Mayday Parade - Insite - Tsunami Bomb - Alesana - Cardiel - Thermo - I See Stars - Cerberus - Sputnik - Bullet for My Valentine - Incubus - Attila - Anti-Flag - Lng/Sht - Disidente - Elli Noise - Ill Niño - Vince Rockabilly Showcase - Tulkas - Say Ocean - Joliette - Los Bluejays - Matherya - Allison | Hard Rock Stage | noch unbekannt |

| noch unbekannt | noch unbekannt | noch unbekannt |

| noch unbekannt |

### Warped Rewind at Sea
3OH!3, Bowling for Soup, Cartel, Good Charlotte, Less Than Jake, Reel Big Fish, Simple Plan, The Starting Line, Emo Nite.

## Kontroversen
Am 25. Juni 2017 sorgte Leonard Graves Phillips, Sänger der Punkband The Dickies bei ihrem Auftritt in Denver, Colorado für einen Eklat. Nachdem er aus dem Publikum ein Schild mit einer feministischen Botschaft bemerkte, knüpfte er sich die Zuschauerin in einer Liederpause vor. Er beleidigte die Person auf sexistische Weise und forderte das Publikum auf, „Blas mir einen“ zu rufen. Aufgrund massiver Proteste wurde die Gruppe von der weiteren Festivaltournee ausgeschlossen. Die Kontroverse schlug internationale Wellen, sodass auch die Musiker der Bands Terrorgruppe und Egotronic eine Diskussion über die Punk-Kultur lostraten. Indes sprangen Jesse Hughes von den Eagles of Death Metal und Noodles von The Offspring Grave Phillips zur Seite und vertraten die Meinung, dass man im Rock'n'Roll das Recht haben sollte, seine Meinung zu äußern. Es wurde später bekannt, dass es sich bei der Besucherin um ein Crewmitglied der feministischen Punkband War on Women handelte, welche von Lyman angefragt wurden, nachdem er für das Engagement von Front Porch Step bei der Austragung zwei Jahre zuvor heftig kritisiert worden war.